# Chaerephon bemmeleni
Chaerephon bemmeleni är en fladdermusart som först beskrevs av Fredericus Anna Jentink 1879.  Chaerephon bemmeleni ingår i släktet Chaerephon och familjen veckläppade fladdermöss.
Artepitet i det vetenskapliga namnet hedrar den nederländska naturforskaren Adriaan Anthoni van Bemmelen.
Inga underarter finns listade i Catalogue of Life. Wilson & Reeder (2005) skiljer mellan två underarter.
Denna fladdermus har två från varandra skilda utbredningsområden. En i västra Afrika från Sierra Leone till Elfenbenskusten och en i östra Afrika från Sydsudan till Tanzania. I bergstrakter når arten 1700 meter över havet. Habitatet utgörs i väst av tropiska skogar och i öst av fuktiga savanner eller gräsmarker med trädgrupper. Individerna vilar i grottor och bergssprickor.